# Omaya Joha
Omaya Joha, en árabe: أمية جحا‎, o Umayyah Juha, (Gaza, 2 de febrero de 1972) es una caricaturista y periodista palestina. Es la primera caricaturista del mundo árabe que trabaja en diarios políticos y sitios de noticias, incluido Al Jazeera y la única que trabaja en la Franja de Gaza. Recibió el Premio de Periodismo Árabe en 2002 en los Emiratos Árabes Unidos.

## Trayectoria
Joha nació en la ciudad de Gaza el 2 de febrero de 1972.  Se graduó en 1995 con honores en el departamento de matemáticas de la Universidad al-Azhar.
Trabajó como profesora de matemáticas durante tres años y luego renunció en 1999 para dedicarse al trabajo técnico. Desde septiembre de 1999 trabaja para el diario Alquds. Ha trabajado en otros diarios políticos y sitios web de noticias, además de presidir la empresa de dibujos animados Juhatoon. Joha es la primera caricaturista en Palestina y el mundo árabe que trabaja para un diario político y la única que trabaja en la Franja de Gaza. Sus caricaturas muestran junto a su firma el dibujo de una llave, como símbolo e ícono de la lucha palestina contra Israel.
Es miembro de la Asociación Naji Al-Ali en Palestina. Participó en muchas exposiciones locales. Ha recibido diversos premios por su trabajo. Es afín a Hamás.
Estuvo casada con Rami Khader Saad, quien fue asesinado a tiros por las fuerzas israelíes en 2003; y luego se casó con Wael Aqilan, quien murió después de que se le impidiera salir de la Franja de Gaza para recibir tratamiento médico después de sufrir una explosión en el estómago en mayo de 2009.

## Reconocimientos
- 1999 - Premio del Ministerio de Cultura palestino para caricaturistas.
- 2002 - Premio de Periodismo Árabe por el Dubai Press Club.[3]
- 2007 - Creative Women Award for Cartoons.
- 2010 - Grand prize of "Naji Al-Ali International Cartoon Competition" por la Asociación de Solidaridad con el Pueblo Palestino en Turquía.[2]

## Controversias
El 11 de enero de 2016, Facebook eliminó su página oficial y todos sus dibujos con el argumento de que muchas personas habían denunciado su cuenta por dibujos ofensivos. La Liga Antidifamación (ADL), una organización no gubernamental y grupo de defensa judío internacional con sede en Nueva York, clasificó  el trabajo de Joha de "caricaturas antisemitas".